# Hopea pierrei
Hopea pierrei är en tvåhjärtbladig växtart som beskrevs av Henry Fletcher Hance. Hopea pierrei ingår i släktet Hopea och familjen Dipterocarpaceae. Inga underarter finns listade i Catalogue of Life.